# Hedysarum cachemirianum
Hedysarum cachemirianum är en ärtväxtart som beskrevs av John Gilbert Baker. Hedysarum cachemirianum ingår i släktet buskväpplingar, och familjen ärtväxter. Inga underarter finns listade i Catalogue of Life.